# ストップ・ハンティンドン・アニマル・クルエルティ

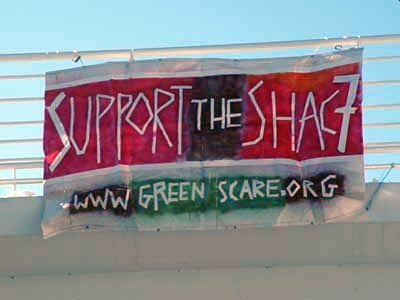
逮捕されたメンバーへのサポートを訴えるロゴ

ストップ・ハンティンドン・アニマル・クルエルティ（Stop Huntingdon Animal Cruelty、SHAC）とは、動物実験に反対する組織。シャック。エコテロリスト、動物実験反対運動過激派、動物擁護ゲリラなどと呼ばれる。米国にテロ組織（テロリスト・エコテロリスト）と認定された。日本では「ハンティンドンの動物虐待阻止」、「ハンティンドンの動物虐待ストップ」などと翻訳されることもある。

## 組織
1999年11月にイギリスのバーミンガムで民間研究会社のハンティンドン・ライフ・サイエンス（HLS）による動物実験を物理的に阻止するために結成された組織。英国の動物愛護活動家Greg AveryとHeather Jamesが、1999年11月にテレビで放映された動物の倫理的扱いを求める人々の会（PETA）メンバーが潜入し撮影したHLS社内でビーグル犬が虐待されているビデオに影響され設立した。HLS社への攻撃は動物解放戦線が提唱しており、SHACも実質的に動物解放戦線の活動の一環であるとみなされている。
HLS社が米国に進出したのに伴い、2000年にSHAC（USA）が設立され、主に米国内で過激な活動を行った。英国に本部を置くSHACと米国に本部を置くSHAC（USA）の活動は一体化しており、一般的に、SHACと言う場合は、SHAC及びSHAC（USA）を含む。米国では2003年からSHACの活動が本格化した時期で、この年から米国のエコテロリスト事件が急増し、FBIがテロ対策の人員を10年前に比べ倍増して対応したほどであった。
ある損害保険会社は、SHACは、動物解放戦線（ALF）、地球解放戦線（ELF）とも連携し、組織のネットワーク化を図り、攻撃の性質により、組織名を使い分けているのが実情としている。その根拠は、SHACのホームページに掲載される活動記録が、SHAC、ALF、ELFによるものが混在し、その情報元とされる外部リンクがALFの「Bite Back」であるなど、これらの組織間に明確な区別がないことなどで裏付けられているとレポートしている。また、SHAC、ALF、ELFは緩やかに組織されており、メンバーの重複・入れ替わりも多いため、取締りは困難ともされた。
英国や米国など各国がエコテロリストへの対策法を強化して、SHACなどの過激派を取り締まったため、相当程度弱まったと、大阪大学准教授・黒澤努は2008年の学術誌に書いた。

## 環境テロ

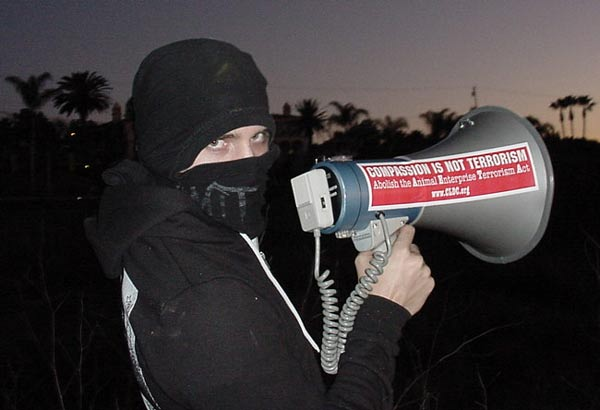
拡声器で活動を行う活動家

環境テロ（エコテロリズム）の実行形態としては、ALF、ELF、SHAC等の協働のテロ行為が1999年以降、大幅に増加した。動物虐待・自然環境破壊又はそれらから搾取することで利益を得る企業・組織等に対し、経済的な打撃を与えることを主たる目的とした。攻撃対象は従業員や顧客にも及んだり、関係する金融機関、物品の納入会社にまで及んだ。また、その目的の達成のために、メディア等で取り上げられる手法が用いられた。
街頭デモなどの合法的な抗議活動を行う場合もあるが、その活動の多くは脅迫、中傷、暴行、傷害、窃盗、放火、爆破などの非合法活動が中心となっている。枚挙に暇がないほど非合法行為・妨害行為を行い、「殺す」と脅すこともあった。SHACは公式には非合法な抗議・妨害活動を認めていないが、非合法活動により逮捕・拘束される構成員が多い。
SHACの表明では、こうした非合法活動によりHLS社への関与をとりやめた企業は87社にのぼるとし、2004年に報道された。

### 日系企業
特にイギリスのロンドンにおいて、現地日系製薬会社をターゲットにした暴力的かつ反社会的な行動が続発した。このため、一部の製薬会社は、裁判所にSHACに対するインジャンクションを求め、企業に近づいただけで逮捕されるようになった。

## 主な事件

### イギリス
2001年2月22日　ブライアン・キャス殴打事件（イギリス） – ハンティンドンライフサイエンス社長ブライアン・キャス（Brian Cass）が、イギリスケンブリッジシャー州セント・アイヴス(St.Ives)の自宅前において妻と当時3歳の子供の目の前で、3人の覆面をした者に殴打されたが、一命をとりとめた。この事件にかかわった犯人の一人は3年間投獄された。

### 日本
2001年4月、英国籍の女性SHAC活動家が大阪大学の実験施設に侵入し、動物実験のビデオテープを盗み、建造物侵入と窃盗容疑が発生。また、4月20日、上記の大阪大学の実験施設に侵入したSHAC活動家と、東京都都内の非営利組織アニマルライツセンター代表及び同じく都内の動物権利擁護団体ヘルプアニマルズ代表の3人が、東京都文京区の順天堂大学医学部に侵入、実験用動物を飼育している施設から雑種犬1匹を盗んだ事件も発生。
2002年6月、SHACは上記を含む日本の5大学の動物実験施設に侵入し、内部を撮影・資料を持ち出した上で、これをインターネットで公開し非難。被害を受けた大学は警察に届け、英国警察も協力し犯人を特定。その後、SHAC活動家が再度訪日した際に逮捕し、懲役3年となった。
この事件について、2003年の科学雑誌ネイチャーは、（SHACによって公開された）動物実験について、研究所は目的・意義・理由を明確に説明できるものだとした上で、大阪大学が言うには、この事件の結果、部外者が研究所に入り込まないように警備が強化されただけでしかなかったと伝えた。

## 逮捕

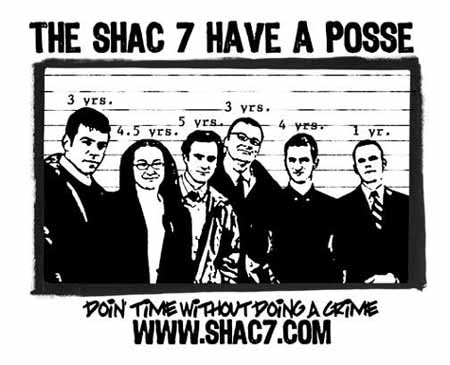
米国で有罪となった構成員6人

### 英国
HLS社の職員対象の自動車爆発事件や、HLS重役2名に対して暴行した。3人が逮捕され、有罪が宣告された。英国政府は、SHACをテロ集団として監視した。また、HLS社によると、殺人予告もあったという。
2009年1月、英刑事法院はSHACの活動家7人に、脅迫罪で禁固4〜11年を言い渡した。検察側は、計約40社が過激な抗議の標的となり、被害額が2001年からの6年で総額1,260万ポンド（約15億8,000万円）に達したことや、HLS幹部が小児性愛者だといったデマを流したり、偽爆弾や「エイズウイルスに汚染されている」との一文を添えた針を送り付けるなどしたとしていた。日系製薬会社7社の在英幹部も過激な抗議を受けたことがあった。

### 米国
2004年5月20日、内密にニュージャージー州連邦大陪審はメンバーの起訴を決定。5月26日、連邦捜査局（FBI）は全米各地でSHAC（USA）の構成員7人を一斉に逮捕。同日、Animal Enterprise Protection Act 1992に基づき、5つの罪状で起訴。起訴状によれば、SHAC（USA）は、ニュージャージー州ミルストーンにあるHLS社の業務停止を目的として、メンバーや支援者に直接行動（エコテロリズム）を奨励し、HLS社社員に対する脅迫やサイバーテロを行ったとしている。6月、容疑者1名は免責され、残りの構成員6人の公判が始まる。2006年3月2日、ニュージャージー州連邦裁判所で、陪審団が組織としてのSAHC（USA）と構成員6人に有罪の評決。6月12日、ニュージャージー州連邦裁判所が、6人の再審の申し立てを却下。9月、6人にニュージャージー州連邦裁判所で判決の言い渡し。刑期は長い者で6年、短い者で1年であり、共同で100万ドルの損害賠償の支払いを命じられた。

### 転身
SHAC の犯行に加わり逮捕され、刑期を終えた活動家の中には、2012年、日本でシー・シェパードの活動を手伝っていることが報じられたジョシュア・ハーパー（Joshua Harper）もいる。

## 被害者
子会社、従業員を含む。SHACや構成員の行為と推定されるものも含む。
- ハンティンドン・ライフ・サイエンス社[3][5]
- カイロン社（製薬会社、カリフォルニア州エメリービル）[5]
- シャクリー社（健康・美容関連製品のメーカー、カリフォルニア州プレザントン）[5]
- デロイト&トウシュ社（米、会計事務所）[3][5]
- スティーブンス・グループ社（米、株式仲買および資金運用を業務とする株式非公開企業）[5]
- 王立スコットランド銀行（英）[3][5]
- マーシュ&マクレナン社（米、保険会社）[3][5]
- 山之内製薬（日本、医薬品メーカー）[22][23]
- 第一製薬（日本、医薬品メーカー）[7]
- エーザイ（日本、医薬品メーカー）[7]
- 三共（日本、医薬品メーカー）[7]
- グラクソ・スミスクライン社（英、製薬会社）[22]
- デゥポン社（米、化学会社）[22]
- バークレイズ、HSBC、オラクル、メリルリンチなど、HLS 社の株主[3]